# هیلی فیث نگرین
هیلی فیث نگرین (انگلیسی: Hayley Faith Negrin؛ زادهٔ ۹ آوریل ۲۰۰۳) بازیگر و صداپیشه اهل ایالات متحده آمریکا است. وی از سال ۲۰۱۰ میلادی تاکنون مشغول فعالیت بوده‌است.
از فیلم‌ها یا مجموعه‌های تلویزیونی که وی در آن‌ها نقش داشته‌است، می‌توان به پگ + پیشی اشاره نمود.